# 임지연 (미스코리아)
임지연(1965년 6월 21일 ~ )은 1984년 미스코리아 태평양 출신의 대한민국의 방송인, 배우, 기업인이다.

## 학력
- 전북체육고등학교

## 출연작

### 영화
- 1987년 《풍녀》

### 드라마
- 2014년 네이버TV 웹드라마 《미스 하이에나》 ... VIP 고객 / 찬용엄마(목소리 출연) (특별출연)

## 저서
- 임지연 자전 고백소설 《장미와 샴페인》 1, 문예당, 1996, ISBN 89-85975-24-2
- 임지연 자전 고백소설 《장미와 샴페인》 2, 문예당, 1996, ISBN 89-85975-25-0 (ISBN 89-85975-23-4 [세트])